# Oldsmobile Cutlass Ciera
El Oldsmobile Cutlass Ciera es un automóvil de tamaño mediano con un motor v6 que se vendió desde 1982 hasta 1996 por Oldsmobile, que fue una división de General Motors.
Compartía la plataforma con el Buick Century, Pontiac 6000 y Chevrolet Celebrity.
Durante su ejecución, el Ciera fue el modelo best-seller de Oldsmobile. El coche ha gozado de muchos modelos especiales de fábrica como coupe de vacaciones, GT, coche de seguridad, y modelos internacionales.

## 1982-1988
La producción comenzó 28 de septiembre de 1981 en la planta de ensamblaje de Doraville en Georgia para el año 1982. En 1984, el Cutlass Cruiser Station Wagon se trasladó a la plataforma del Cutlass Ciera, usa la tracción trasera de la plataforma G-body. El Cutlass Ciera se produjo en dos niveles de equipamiento: base y Brougham. Los modelos de base de vinieron con un motor 2.5 L de 4 cilindros Tech IV (Pontiac Iron Duke), los asientos de banco, y el interior de tela. El Brougham vino con un motor 2.8 L V6, un 3.8 L V6 de Buick, y / o un 4,3 L V6 Diesel Oldsmobile, con interior de lujo con detalles en vinil, manubrio de cuero en los paneles interiores de las puertas y ventanas eran eléctricas.

## 1989-1996
El Cutlass Ciera se ha actualizado para el año 1989, con el sedán que recibió una nueva línea de techo más moderno, y ambos modelos coupé y sedán llevaban una actualización la parte trasera (1989/1990 las luces traseras tenían una temática de Oldsmobile - cuadradas con un emblema central, y de 1991 a 1996 los modelos tenían una versión revisada de tres seccionados lentes traseros. Para 1990, los cinturones de seguridad delanteros fueron trasladados desde el pilar B a las puertas.